# Новошино (Нижегородская область)
Новошино — село в составе городского округа Навашинский Нижегородской области России.

## География
Село располагается на левом берегу реки Тёши в 6 км на север от города Навашино.

## История
До 1764 года деревня Новошино принадлежала Муромскому Богородицкому собору. По писцовым книгам 1629-30 годов в этой деревне значатся два двора протопопа соборного и 18 дворов крестьянских. По окладным книгам 1676 года здесь имелись двор соборного ключаря, двор протодьяконов, дворы попов и дьяконов и 54 двора крестьянских. Строительство каменной церкви в Новошине началось в 1840 году, трапеза была окончена и освящена в 1844 году, главный храм построен в 1859 году, а освящен только в 1869 году. Престолов в церкви было два: главный в честь Покрова Пресвятой Богородицы, а в приделе теплом во имя Муромских Чудотворцев благоверных князей Константина и сыновей его Михаила и Федора. Приход состоял из села Новошина и деревень: Безверникова, Ольховки и Князева. В селе Новошино имелась земская народная школа, учащихся в 1896 году было 57.
В конце XIX — начале XX века село являлось крупным населённым пунктом Поздняковской волости Муромского уезда Владимирской губернии. В 1859 году в селе числилось 129 дворов, в 1905 году — 243 двора.
С 1929 года село являлось центром Новошинского сельсовета Муромского района Горьковского края. С 1944 года — в составе Мордовщиковского района (с 1960 года — Навашинский район) Горьковской области, с 2009 года село в составе Большеокуловского сельсовета, с 2015 года — в составе городского округа Навашинский.

## Население
| 1859 | 1897  | 1905  | 1926  | 2002 | 2010 |
| ---- | ----- | ----- | ----- | ---- | ---- |
| 1052 | ↗1397 | ↗1464 | ↗1701 | ↘440 | ↘375 |

## Инфраструктура
В селе находится Новошинская специальная (коррекционная) школа.

## Достопримечательности
В селе расположена недействующая Церковь Покрова Пресвятой Богородицы (1840), используемая в хозяйственных целях.